# 原宿アストロホール
原宿アストロホール（はらじゅくアストロホール）はかつて東京都渋谷区神宮前にあったライブエンターテインメントホールである。
2000年5月18日開店、2017年12月31日閉店。アーティストの音楽ライブの他、様々なイベントにも活用された。
こけら落としはルーシー・ケント、最終使用はPASSPO☆。

## データ
- 所在地：東京都渋谷区神宮前4-32-12ニューウェイブ原宿B1
北緯35度40分10.2秒 東経139度42分23.6秒 / 北緯35.669500度 東経139.706556度
現況は「フルーツピクニック原宿表参道店」（2019年3月22日開店）[4]

### 最寄り駅
- JR山手線原宿駅
- 東京メトロ千代田線明治神宮前駅

## 公式サイト
“ASTRO HALL”. 2018年7月29日時点のオリジナルよりアーカイブ。2019年12月30日閲覧。